# Polypyrrole

Polypyrrole

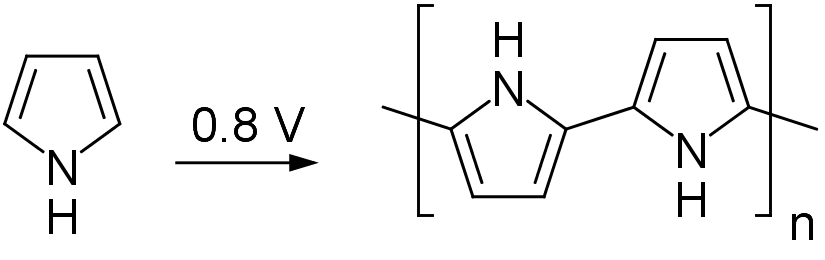
Le pyrrole peut être polymérisé électrochimiquement.

Le polypyrrole (PPy) est un polymère organique constitué de noyaux de  pyrrole connectés les uns aux autres. On appelle en particulier tétrapyrrole le composé constitué de quatre noyaux pyrrole connectés et porphyrines les tétrapyrroles cyclisés par des ponts méthine. Les polypyrroles sont des polymères conducteurs de la même famille que les polythiophènes et polyanilines. Le polypyrrole a été le premier dérivé de polyacétylène à montrer une haute conductivité.
Dans une série d'articles en 1963, DE Weiss et ses collègues ont rapporté la haute conductivité (jusqu'à 1 S.cm-1) du polypyrrole oxydé dopé à l'iode. Ces résultats arrivés trop tôt et finalement « perdus » ont anticipé de plusieurs années la découverte de la haute conductivité de dérivés similaires du   polyacétylène oxydés et dopés à l'iode et qui valut à Alan Heeger, Alan MacDiarmid et Hideki Shirakawa le prix Nobel de chimie en 2000, ainsi que celle de John McGinness (en) et al. sur la haute conductivité en état « ON » des premiers composés électroniques organiques.
Le polypyrrole est un matériau qui peut être utilisé pour invisibiliser certains appareils auprès des radars, puisqu'il absorbe les ondes de ceux-ci.